# قاموس الكفاءات
قاموس الكفاءات هو أداة أو هيكل بيانات يتضمن جميع أو معظم الكفاءات العامة المطلوبة لتغطية جميع أسر الوظائف والكفاءات الأساسية أو المشتركة لجميع الوظائف داخل المؤسسة (مثل العمل الجماعي والقدرة على التكيف والاتصال). قد يتضمن أيضا الكفاءات المرتبطة بشكل أوثق بالمعرفة والمهارات المطلوبة لوظائف أو وظائف محددة (مثل مهارات تكنولوجيا المعلومات ومهارات إدارة المال).

## شامل
يجب أن يتضمن قاموس الكفاءات الشامل عادة مجموعة واسعة من الكفاءات المطورة من خلال البحث المكثف في الأدب ومراجعة أفضل الممارسات بالإضافة إلى التحسين المستمر بناء على البحوث الميدانية مع مجموعات عملاء مختلفة. الكفاءات في القاموس مطلوبة من قبل مجموعة واسعة من الموظفين العاملين في مجموعة متنوعة من المؤسسات الخاصة والعامة. يرتبط إظهار هذه الكفاءات من قبل الموظفين والمديرين بزيادة الأداء على المستويات الفردية والفريقية والتنظيمية.
تحتوي كل كفاءة على تعريف عام يوفر للمستخدم فهما عاما لنوع السلوك الذي يتعامل معه الكفاءة المحددة. تتضمن كل كفاءة ما يصل إلى خمسة مستويات إتقان ولكل مستوى بيان موجز مرتبط يصف كيف يتميز هذا المستوى الخاص عن المستويات الأخرى ضمن الكفاءة ذاتها. تعتبر الدلائل السلوكية عند كل مستوى من مستويات الإتقان موضحة للمستوى نفسه بدلا من تمثيل قائمة نهائية لجميع السلوكيات الممكنة في كل مستوى.
أخيرا فإن المستويات المعرفة للإتقان في كل كفاءة هي تدريجية ومتزايدة بحيث يمكن افتراض أن الموظفين الذين يظهرون إتقانا في مستوى معين يقومون بأداء فعال في جميع مستويات الكفاءة التي تحته.
يتم تقسيم العديد من قواميس الكفاءات الشاملة إلى مجموعتين من الكفاءات:
- الكفاءات العامة للوظائف: مشتركة بين العديد من الوظائف وتظهر السلوكيات الرئيسية المطلوبة للنجاح بغض النظر عن المنصب.
- الكفاءات الخاصة بالوظائف: هذه المطلوبة للنجاح في وظائف أو وظائف محددة.[3]

## مستويات الإتقان
عادة ما تتضمن المؤسسات مقاييس تدريجية للإتقان الكفاءة كجزء من الهيكل الكفاءة الشامل. تعكس هذه المقاييس مستوى الإتقان المطلوب بشكل عام من قبل المؤسسة في مجال الكفاءة. على سبيل المثال قد تكون مهارات الاتصال متطلباأساسيا لمعظم الوظائف على مستوى مختلف سواء في الوظائف ذات المستوى الأدنى أو في المستويات التنفيذية. ومع ذلك قد يكون مستوى الإتقان المطلوب في مهارات الاتصال في هاتين المستويتين مختلفا تماما.
تخدم مقاييس الإتقان هدفين:
1. يسهمون في التخطيط والتطوير للتحسين داخل الأدوار أو الوظائف الحالية.
2. يسمحون بالمقارنة بين الوظائف والأدوار والمستويات ليس فقط من حيث الكفاءات المطلوبة ولكن أيضا المستويات المطلوبة من خلال استخدام مقياس تدريجي مشترك لتعريف الكفاءات.

بالتالي يدعم وجود مقاييس الإتقان لتطوير الحياة المهنية وإدارة الخلافة وتخطيط الموارد البشرية ضمن المؤسسة.
تعبر الكفاءات العامة للعمل في معظم الأحيان عن مقاييس تدريجية للإتقان أي أن إتقان مستوى واحد يفترض إتقان جميع المستويات أدناه في المقياس. من ناحية أخرى يمكن أن تعبر الكفاءات الخاصة بالعمل عن متطلبات مجموعة مشتركة وحيثما يلزم ذلك يمكن أن يتم ملاحظة الاختلافات في متطلبات الإتقان (حسب مستوى المسؤولية في مجال عمل محدد).

## مستويات الإتقان المستهدفة
عادة ما يعرف المنظمات في ملفاتها الكفاءة مستويات الأداء (الإتقان) التي يجب تحقيقها لكل كفاءة. وغالبا ما تتحكم هذه المستويات في الاستخدام المقرر لملفات الكفاءة. على سبيل المثال:
- المستوى الأدنى: هو المستوى المتوقع من الموظفين عند دخولهم إلى دور معين. ويستخدم هذا المستوى غالبا عندما يجب على الشخص الجديد أن يتعلم أو يتدرب ليكون قادرا على أداء المعايير المطلوبة في الدور.
- الفعالية الكاملة: هو المستوى المطلوب من الموظفين الذين يقومون بأداء المستوى المتوقع لدورهم.
- التحدي / الإتقان: عادة ما يظهر هذا المستوى لدى الموظفين الذين أتقنوا دورهم. وغالبا ما يتم البحث عن هؤلاء الموظفين من قبل الموظفين الآخرين والمشرفين لتقديم المشورة أو المساعدة.

من المهم تحديد ماهية المعايير المطلوبة لأداء الموظفين كجزء من هندسة الكفاءة. يتم عرض مثال على كيفية ارتباط هذه المعايير بأداء الموظفين مع مستهوى الإتقان للكفاءات كما هو موضح أدناه.

## خيارات القاموس

### بناء مقابل شراء قاموس
قد تختار المؤسسات إما إنشاء قاموس الكفاءات الخاص بها أو شراء قاموس تم تطويره من قبل خبراء في تحليل الكفاءات وإدارة الكفاءات. ميزة تطوير قاموس الكفاءات الخاص هي أنه سيعكس الكفاءات المطلوبة للنجاح في المؤسسة وسيعبر عنها بطريقة تعكس القيم والرؤية وطريقة التواصل داخل المؤسسة. ومن ناحية أخرى هذا الخيار مكلف جدا ويستغرق وقتا طويلا ومعظم المؤسسات ليس لديها الخبرة الداخلية لإكمال هذه المهمة.

### الشراء
شراء قاموس الكفاءات من شركة موثوقة له الفائدة من توفير المؤسسة بقاموس مطور ومبحوث جيدا يمكن استخدامه في الوقت المناسب لدعم تطوير وتنفيذ الملفات الشخصية. والعيب في ذلك هو أن القاموس قد لا يعكس النطاق الكامل للكفاءات المطلوبة ولا يعكسها بلغة مناسبة للمؤسسة.

### الخيار الهجين
غالبا ما تتوصل المؤسسات إلى حل وسط من خلال تخصيص قاموس الكفاءات المشترى (على سبيل المثال باضافة كفاءات وتعديل اللغة قليلا لتعكس أسلوب التواصل في المؤسسة وتضمين مؤشرات سلوكية إضافية لتعكس توقعات الأداء في المؤسسة). يوفر هذا حلاً سريعا وفعالا من حيث التكلفة وينتج عنه قاموس كفاءات مستهدف يتناسب مع احتياجات المؤسسة الخاصة.